# Evolution
Evolution — графічна клієнтська програма управління електронною поштою, контактами і часом з відкритим початковим кодом, спочатку написана для платформи GNU/Linux. Нині є збірки для Mac OS X і Microsoft Windows. Створена фірмою Ximian, придбаною у 2003 році корпорацією Novell, яка з тих пір здійснює розробку та підтримку продукту. З вересня 2004 року входить до складу віконну середовища GNOME.
Містить календар, систему планування часом, адресну книгу. Підтримує всі поширені поштові протоколи — IMAP, POP, SMTP з аутентифікацією через TLS. Evolution може з'єднуватися з серверами Microsoft Exchange 2000/2003 та GroupWise. Крім цього, програма підтримує PGP/GnuPG для шифрування або ж електронного підпису повідомлень, містить Junk/Spam-фільтр. Вона також може бути використана для читання новинних груп та інтегруватися в годинник на панелі Gnome, дозволяючи отримати доступ до завдань користувача за допомогою одного клацання мишею.